# 塔西河哈萨克族乡
塔西河哈萨克族乡（維吾爾語：تاسىرقاي قازاق يېزىسى‎）是中华人民共和国新疆维吾尔自治区昌吉回族自治州玛纳斯县下辖的一个民族乡。

## 行政区划
塔西河哈萨克族乡下辖以下村级行政区划单位：
舒古拉社区、大草滩村、红沙湾村、西凉户村、加老得村、东支渠村和黄台子村。